# Radara thermeola
Radara thermeola là một loài bướm đêm trong họ Noctuidae.